# Natação nos Jogos Pan-Americanos de 2003 - 100 m peito masculino
O evento dos 100 m peito masculino nos Jogos Pan-Americanos de 2003 foi realizado em 12 de agosto de 2003.

## Medalhistas
| Ouro   | USA Mark Gangloff   |
| Prata  | USA Jarrod Marrs    |
| Bronze | BRA Eduardo Fischer |

## Recordes
| Recorde mundial       | Kosuke Kitajima (JPN) | 59.78   | 21 de julho de 2003  | Barcelona |
| Recorde pan-americano | Ed Moses (USA)        | 1:00.99 | 02 de agosto de 1999 | Winnipeg  |

## Resultados
| Posição | Nadador                   | Eliminatórias | Eliminatórias | Final      |  |
| Posição | Nadador                   | Tempo         | Posição       | Tempo      |  |
| ------- | ------------------------- | ------------- | ------------- | ---------- |  |
| 1       | Mark Gangloff (USA)       | 1:02.04       | 1             | 1:00.95    |  |
| 2       | Jarrod Marrs (USA)        | 1:02.15       | 2             | 1:01.71    |  |
| 3       | Eduardo Fischer (BRA)     | 1:02.77       | 3             | 1:01.88 SA |  |
| 4       | Scott Dickens (CAN)       | 1:03.03       | 5             | 1:02.13    |  |
| 5       | Henrique Barbosa (BRA)    | 1:02.98       | 4             | 1:02.81    |  |
| 6       | Alfredo Jacobo (MEX)      | 1:03.92       | 7             | 1:03.44    |  |
| 7       | Juan Vargas (CUB)         | 1:03.83       | 6             | 1:03.55    |  |
| 8       | Matthew Mains (CAN)       | 1:03.96       | 8             | 1:03.65    |  |
|         |                           |               |               |            |  |
| 9       | Bradley Ally (BAR)        | 1:45.27       | 20            | 1:03.82    |  |
| 10      | Arsenio López (PUR)       | 1:05.38       | 10            | 1:04.01    |  |
| 11      | Alvaro Fortuny (GUA)      | 1:05.69       | 12            | 1:05.43    |  |
| 12      | Francisco Suriano (ESA)   | 1:05.12       | 9             | 1:05.47    |  |
| 13      | Hiram Carrion (PUR)       | 1:06.54       | 13            | 1:05.63    |  |
| 14      | Cristián Soldano (ARG)    | 1:05.39       | 11            | 1:05.65    |  |
| 15      | Sergio Meléndez (ESA)     | 1:07.02       | 14            | 1:06.66    |  |
| 16      | Alfonso Espinosa (DOM)    | 1:07.44       | 15            | 1:07.34    |  |
|         |                           |               |               |            |  |
| 17      | Travano McPhee (BAH)      | 1:07.64       | 16            |            |  |
| 18      | Antonio León (PAR)        | 1:09.28       | 17            |            |  |
| 19      | Guillermo Henriquez (DOM) | 1:10.29       | 18            |            |  |
| 20      | Onan Thom (GUY)           | 1:10.78       | 19            |            |  |